# Штимац, Славко
Сла́вко Шти́мац (серб. Славко Штимац, Slavko Štimac, латинское написание иногда ошибочно транслитерируется как Славко Стимач), род. 15 октября 1960, село Коньско Брдо, вблизи города Госпич, Югославия — сербский актёр.

## Творчество
Славко Штимац начал свою карьеру в 1972 году с фильма Вук самотњак. После этого последовала череда работ во многих популярных югославских фильмах 1970-х и 1980-х годов, где он играл детей и подростков (также сыграл роль русского мальчика в фильме Сэма Пекинпы «Железный крест»). Этот типаж, созданный в молодости, плохо отразился на его карьере: ему предлагали подростковые роли, когда актёру было уже под 30 лет.
Тем не менее Штимац сыграл в 2004 году главную роль в фильме Эмира Кустурицы «Жизнь как чудо», через несколько лет после выхода в свет нашумевшего фильма «Андеграунд», где он сыграл роль душевнобольного.
Всего за свою карьеру сыграл более чем в тридцати фильмах.

## Избранная фильмография
- 1972 — «Одинокий волк» — Ранко
- 1977 — Железный крест — русский мальчик Михаил
- 1977 — Specijalno vaspitanje — Пера
- 1980 — Кто там поёт? (реж. Слободан Шиян)
- 1981 — Помнишь ли ты Долли Белл? — Дино
- 1984 — Варљиво лето '68 — Петар Цветкович
- 1995 — Андерграунд — Иван
- 2004 — Жизнь как чудо — Лу́ка Джурич
- 2006 — Оптимисты
- 2008 — Турне — Джуро
- 2011 — Кориолан — лейтенант вольсков
- 2011 — Враг — Веско